# Lord Burghley
David George Brownlow Cecil, 6th Marquess of Exeter, KCMG (9. února 1905 – 22. října 1981), známý jako Lord Burghley byl britský konzervativní politik, atlet, olympijský vítěz a sportovní hodnostář, druhý prezident IAAF. Za svou aktivní sportovní kariéru získal dvě medaile z olympijských her.
Závodil pod jménem Lord Burghley (někdy David Burghley, případně i David Cecil), českoslovenští novináři jej v době, kdy stál v čele IAAF, ve sportovním tisku běžně označovali zkrácenou a počeštěnou variantou jeho jména – Markýz z Exeteru.

## Atletická kariéra

### Olympijské hry
Lord Burghley byl trojnásobným účastníkem olympijských her. Poprvé startoval, jako devatenáctiletý, na letních olympijských hrách 1924 v Paříži, kde v běhu na 110 metrů překážek vypadl v rozběhu.
O čtyři roky později, na olympijských hrách v Amstrodamu v roce 1928, postoupil v běhu na 110 metrů překážek do semifinále, ale především vybojoval zlatou medaili v běhu na 400 metrů překážek v čase 53,4 sekundy a porazil obhájce olympijského titulu Američana Morgana Taylora. Stal se tak historicky prvním neamerickým atletem, který v této disciplíně (zařazované do olympijského programu od roku 1900) získal zlatou olympijskou medaili. Nebyl však posledním Britem, který v běhu na 400 metrů překážek získal olympijský titul – v roce 1968 dosáhl stejného úspěchu jeho krajan David Hemery. Zlatou medaili Hemerymu na mexických hrách předával – samozřejmě – Markýz z Exeteru, tehdy již v roli prezidenta IAAF. Burghleyův vítězný čas 53,4 sekundy představoval v roce 1928 vyrovnání olympijského rekordu Morgana Taylora z olympijského semifinále. A to navzdory faktu, že Taylor na předchozích olympijských hrách zvítězil v čase 52,6 sekundy: platilo totiž – později zrušené – pravidlo, že výkon nesmí být uznán za rekord, pokud běžec shodí některou z překážek, což se Američanovi při jeho vítězném běhu v Paříži v roce 1924 na poslední překážce přihodilo.
Na své třetí olympiádě, pořádané v roce 1932 v Los Angeles, se Lord Burghley na třetí pokus dostal do finále běhu na 110 metrů překážek, ve kterém obsadil páté místo (14,8 sekundy, elektronicky 14,84). V běhu na 400 metrů překážek zlatou medaili neobhájil. Ani čas 52,2 sekundy (52,01 podle tehdy ještě neoficiální elektronické časomíry) mu nestačil na lepší nežli čtvrté místo, za bronzovým Morganem Taylorem (elektronicky 51,96 sekundy) ovšem zaostal jen o pouhých pět setin sekundy. Ve štafetě na 4 × 400 metrů však Burghley s týmem Velké Británie získal v čase 3:11,2 stříbrnou medaili. V nejkvalitnější čtvrtkařské štafetě tehdejší historie (zásluhou štafety USA první průlom pod hranici 3:10) předvedl 180 centimetrů vysoký a 70 kilogramů vážící Lord Burghley na třetím úseku skvělý letmý čas 46,7 sekundy, což byl druhý nejrychlejší úsek finále – jen fenomenální americký finišman a vítěz individuální čtvrtky, Bill Carr, dokázal běžet svůj úsek rychleji (46,2 sekundy). Výkon Velké Británie byl novým evropským rekordem.

### Hry Commonwealthu
Lord Burghley byl účastníkem premiérových her Commonwealthu (nazývaných tedy ještě Hrami Britského impéria), pořádaných v roce 1930 v kanadském Hamiltonu. Získal na nich tři zlaté medaile: v běhu na 120 yardů překážek (14,6 sekundy), v běhu na 440 yardů překážek (54,4 sekundy) a byl členem vítězné štafety Anglie, která v běhu na 4x400 yardů časem 3:19,4 porazila týmy Kanady a Jihoafrické unie.

### Světový rekord na 440 yardů překážek
2.7.1927 dosáhl Lord Burghley na národním šampionátu (AAA) pořádaném v londýnském Stamford Bridge času 54,2 sekundy. Tento čas IAAF oficiálně uznala jako světový rekord na 440 yardů překážek. Šlo však o rekord spíše formální, protože jeho hodnota byla při konvenčním přepočtu (čas na 440 yardů překážek minus 0,3 sekundy) horší nežli hodnota tehdy platného oficiálního světového rekordu na metrické trati (53,8 sekundy, Švéd Sten Pettersson v roce 1925). A navíc – shodou okolností ve stejný den, tedy 2.7.1927, zaběhl Američan John Gibson v Lincolnu čas 52,6 sekundy (oficiálně 52 3/5 sekundy), který byl IAAF uznán za světový rekord. Nemluvě už o dřívějších výkonech Morgana Taylora - jednak o jeho neuznaném rekordu z finále olympijských her 1924 či o výkonu stejné hodnoty (52,6 sekundy), který Taylor zaběhl už před pařížskou olympiádou v červnu 1924 v USA a který nebyl předložen k ratifikaci. Či o rychlé čtvrtce s překážkami, kterou už 31.5.1924 zaběhli v Iowa City Ivan Riley (52,1 sekundy) a pozdější trenér Jesseho Owense Larry Snyder (52,4 sekudy), jejichž výkon však nikdy nebyl oficiálně uznán za americký či světový rekord.

## Prezident IAAF
Prezidentem Mezinárodní atletické amatérské federace (IAAF, dnešní Mezinárodní asociace atletických federací) byl Lord Burghley třicet let, od roku 1946 do roku 1976, kdy jej na kongresu IAAF v Montrealu ve funkci vystřídal nově zvolený Nizozemec Adriaan Paulen. Lord Burghley-Markýz z Exeteru byl na stejném kongresu zvolen do funkce čestného předsedy IAAF. Lord Burghley byl rovněž členem Mezinárodního olympijského výboru a určitou dobu i jeho místopředsedou. Lord Burghey byl prvním (a do zvolení Sebastiana Coa v roce 2015 i jediným) olympijským vítězem zastávajícím funkci prezidenta IAAF.

## Osobní rekordy
- 120 yardů překážek 14,5 s (Londýn 9.6.1930)
- 220 yardů překážek 24,3 s (Cambridge 13.6.1930)
- 400 metrů překážek 52,2 s (Los Angeles 1.8.1932)
- štafeta 4 × 400 metrů 3:11,2 (Velká Británie: Crew Stoneley, Tommy Hampson, LORD BURGHLEY, Godfrey Rampling - Los Angeles 7.8.1932)

## Výkony Lorda Burghleye v jednotlivých sezónách

### 110 metrů / 120 yardů překážek
| rok  | výkon                                | pořadí svět |
| ---- | ------------------------------------ | ----------- |
| 1924 | 16,0y                                |             |
| 1925 | 15,4y (s nedovolenou podporou větru) |             |
| 1926 | 15,1y                                |             |
| 1927 | 14,8y                                |             |
| 1928 | 15,0                                 |             |
| 1929 | 15,0                                 |             |
| 1930 | 14,5y                                | 3=          |
| 1931 | 14,7y                                |             |
| 1932 | 14,6                                 |             |

### 220 yardů překážek
| rok  | výkon | pořadí svět |
| ---- | ----- | ----------- |
| 1924 | 26,4  | 7=          |
| 1925 | 24,8  | 1           |
| 1926 | 25,0  | 3           |
| 1927 | 24,7  | 4           |
| 1928 | 25,6  | 6           |
| 1929 | x     | x           |
| 1930 | 24,3  | 4           |
| 1931 | 24,8  | 4           |

### 400 metrů překážek
| rok  | výkon | pořadí svět |
| ---- | ----- | ----------- |
| 1925 | 54,8  | 4           |
| 1926 | 54,7x | 1           |
| 1927 | 53,9x | 5=          |
| 1928 | 53,4  | 8           |
| 1929 | 54,3x | 8           |
| 1930 | 53,5x | 3=          |
| 1931 | 53,9x | 6=          |
| 1932 | 52,2  | 5           |

Symbol = označuje výkon, kterého v sezóně dosáhli dva či více atletů.
Symbol x v běhu na 400 metrů překážek označuje výkon na 440 yardů překážek minus 0,3 sekundy.